# 西班牙王国 (1874年—1931年)
西班牙第二次波旁复辟（西班牙語：Restauración borbónica），是对自1874年12月29日阿尔塞尼奥·马丁内斯·坎波斯发起政变结束西班牙第一共和国并复辟波旁王朝，拥护阿方索十二世为西班牙国王开始到1931年4月14日废除君主制和西班牙第二共和国宣布成立为止，这中间这57年的称呼。
在经历了近一个世纪的政治不稳定和经历多次内战后，复辟的目的是建立一个新的且稳定的政体，通过令自由党与保守党稳定交替，尽管这常常是通过选举舞弊来达到的，这套制度被称为图尔诺或称和平轮换制度，以此解决政治不稳定的情况。而共和党人、社会主义者、无政府主义者、巴斯克和加泰罗尼亚民族主义者以及卡洛斯主义者则都为此制度的反对者。 而若从长远来看这套和平轮换制度，其最终会导致制度的僵化，再加上虚假的政党轮替，种种原因造成了严重的问题，最终导致了政府的腐败。而自由党以及保守党都支持君主制且亲政府，因而为建制派。
以1876年宪法为基础所构建的制度，其特点是制度稳定，构建了类似于自由主义的宪法与制度，直到1917年里维拉建立独裁统治后逐渐衰退；然而在这期间，“自由主义”宪法因“图尔诺”制度而实为寡头政治和单一制。
教会在复辟后也获得了不少权利或优待地位，如经济、意识形态（教会控制了大部分学校和教育系统）和社会权力（宪法设罗马天主教为国教）。

## 阿方索十二世和玛丽亚·克里斯蒂娜摄政时期 (1874–1898)
阿尔塞尼奥·马丁内斯·坎波斯的政变后其复辟并确立了阿方索十二世作为西班牙国王的统治地位，而这又标志着西班牙第一共和国的结束；1876年制定《1876年宪法》，其后作为复辟后的期间的西班牙宪法。这部宪法确立了西班牙为君主立宪制国家；立法机构方面为两院制，由上议院（参议院）和下议院（众议院）组成。这部宪法赋予国王任命参议员和废除法律的权力，而此宪法也授予国王为“军队总司令”。
阿方索十二世国王统治期间其经济繁荣。虽说自1815年拿破仑战争结束后，西班牙的经济就进一步落后于其他欧洲国家。在这些年里，国家大规模地进行现代化建设，并借助极端保护主义措施改进了国内的生产。
在这期间，自由党和保守党两党在一个被称为的图尔诺的制度之中交替执政；自由党由萨加斯塔领导，保守党由卡诺瓦斯·德尔卡斯蒂略领导。而其经常利用酋长—一种在地方有权势的人物，来操控选举结果。因此，随着时间的推移，人们对这个制度的不满慢慢积累起来，加泰罗尼亚、加利西亚和巴斯克地区等地的民族主义运动兴起；同时，工会组织开始涌现形成。

### 经济和工业发展
西班牙人大规模向美国移民以及人口增长乏力（1900年西班牙只有1850万人口）以及饥荒和流行病等等，令西班牙远远落后于欧洲其他的国家。
西班牙79%的人口从事农业和农产品加工。而保护主义制度又阻碍了西班牙的农业的现代化，使其无法在国际市场上与其他国家所竞争。只有少数产品如葡萄酒、石油、水果等出口得到充分发展，但其在欧洲市场上的出口份额依旧微不足道。
工业和通信的发展都受到限制。当欧洲正在进行如火如荼的工业革命时，只有加泰罗尼亚引入了铁路和纺织业、巴斯克地区的部分地区发展起了毕尔巴鄂的钢铁工业；安达卢西亚发展起了铁、铜和铅等开采业；阿斯图里亚斯发展起了开采煤的采矿业。以上例子表明西班牙地方发展不平衡，且不充分。
1888年，巴塞罗那举办了世界博览会。

### 文化变化
工业的发展、制度的稳定以及加强与其他欧洲国家的相互关系和文化交流，种种使西班牙的文化发生重要变化。
虽说天主教会在19世纪末的西班牙流行文化中发挥重大作用，然而，自由主义神学院的兴起以及各种非教会学校的创立，让农村地区的许多人学习到了基础知识，而当时西班牙65%的人口是文盲。而随着教育情况的改善，西班牙的工人们在政治和社会上继续发挥的影响力令其工人文化也在流行文化上有一席之地。
在艺术、教育和文学方面，西班牙人们对来自比利牛斯山以外的文化思想持开放态度。大城市也随着工业化而得以发展，大城市的发展又令其引入现代化的城市规划，而在这大城市发展的过程之中，加泰罗尼亚现代主义建筑师安东尼·高迪的建筑也就别具一格了。而在文学方面，浪漫主义让位于现实主义，代表有贝尼托·佩雷斯·加尔多斯和艾米莉亚·帕尔多·巴赞还有莱奥波尔多·阿拉斯。

### 两股发展潮流
在欧洲，有两股发展潮流将影响后来整个历史，一方面：英国、法国、比利时、北欧国家和德意志邦联继续大力推动其工业化进程；然而在另一边，东欧和南欧各国依旧在保留着其传统的农业结构。而前者，自由主义的兴起和新兴资产阶级奠定了未来发展的基调；而后者，传统和政治组织和经济结构依旧如此。
此时，西班牙正处于一个发展的十字路口。在加泰罗尼亚和巴斯克地区，在那里，各种工厂兴起，并发展出了资产阶级；然而西班牙的其他地区仍然为传统的农业经济。此外，政府结构依旧为传统的由自由党和保守党组成的，而不是由新兴的资产阶级政党所掌控政府。
此时在大洋对岸的美国，其开始作为一个大国出现，西班牙起初没有关注这个蓬勃发展的国家；直到为时已晚，那时西班牙于美洲的殖民地几乎独立，而那些独立的殖民地却又在经济关系上愈加依赖英国与美国而非西班牙。

## 阿方索十三世统治时期和轮换体制危机（1898-1923）

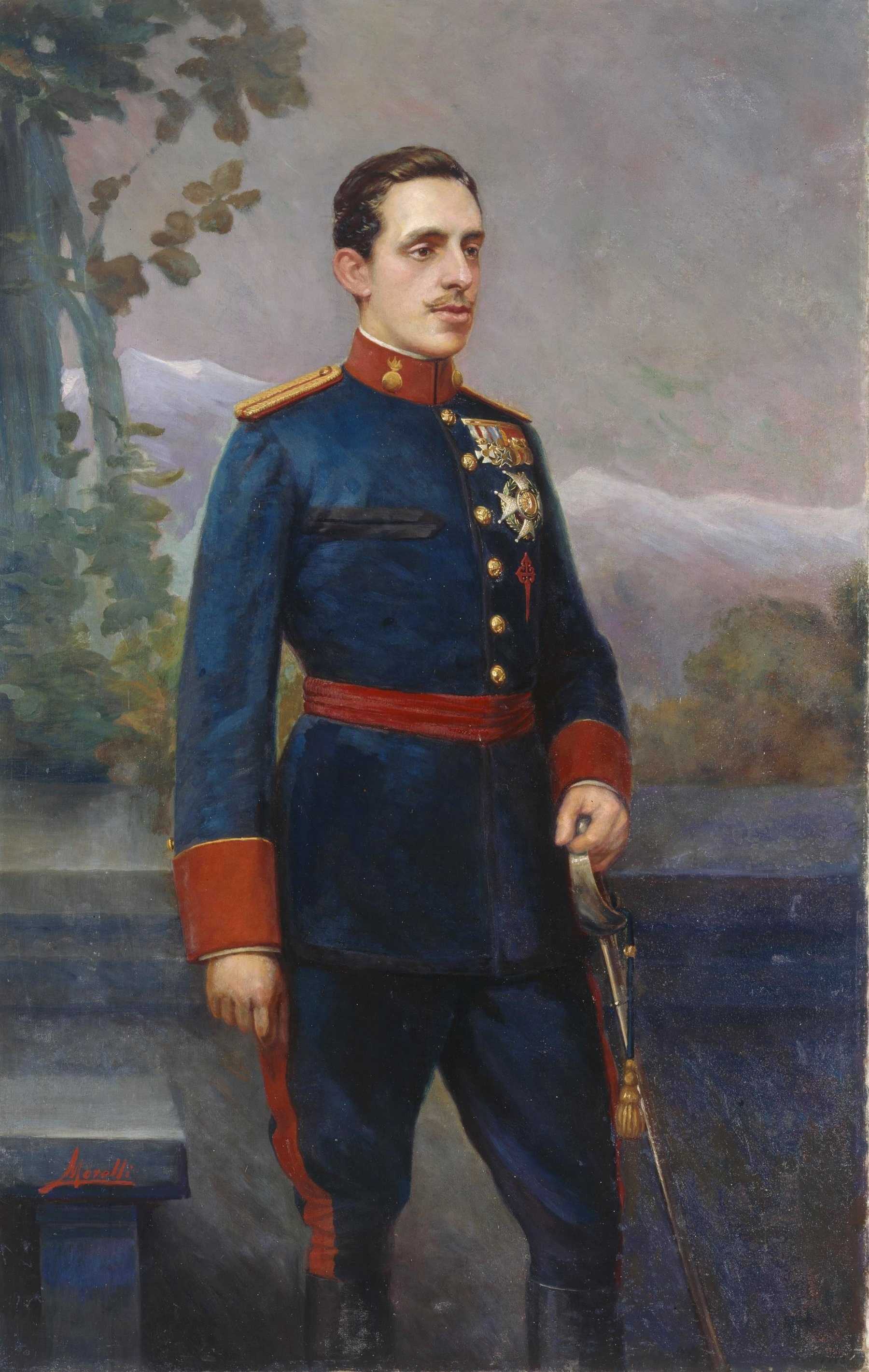
阿方索十三世

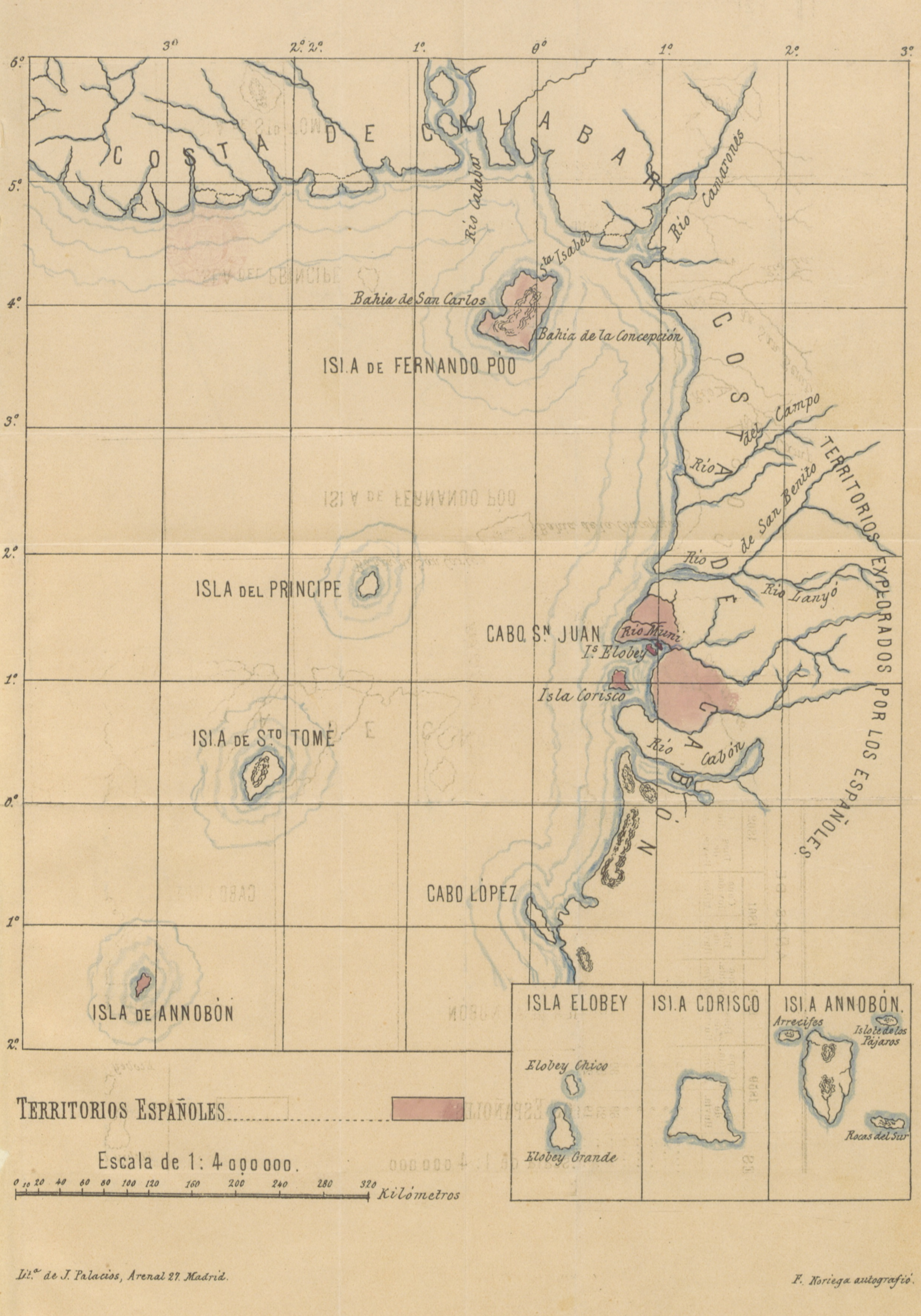
1897年西班牙在几内亚湾殖民地的地图

1898年，西班牙在美西战争中战败，因而失去了其最后的主要的海外殖民地，如古巴、关岛、波多黎各和菲律宾。殖民帝国的迅速崩溃被西班牙人视为一场大灾难，而人们对政府的信任也迅速下跌，甚至令波拉维耶哈侯爵一度发起政变，而战争的失败也成为了其轮换制度衰落开始的标志，腐败与镇压也是其制度衰败诱因之一；并激励了地方和国家层面的各种冲突的反对派运动。
其后，尝试征服摩洛哥所引发的梅利利亚战争战败，在国内引起了极大的不满，导致巴塞罗那发生了一场被称为“悲剧周”的起义，巴塞罗那的下层民众在无政府主义者、共产主义者和共和主义者的支持下，由于战时征兵是强制的，如果不去，就要出6000雷阿尔币（西班牙语：Real español）换一个替代的人。而大多数加泰罗尼亚工人劳动者家庭每日平均只能挣约10雷阿尔或5比塞塔。其后政府宣布进入战时状态，并派出军队镇压叛乱，结果是镇压造成100多人死亡，而加泰罗尼亚无政府主义者弗朗西斯科·费雷尔也因此被处决。
而劳动者总联盟（UGT）和全国劳工联盟（CNT）决定在全国范围内发起总罢工，但由于工会只能动员城市工人，因而失败。
其后爆发的里夫战争叛乱为局势雪上加霜，当时因为一支柏柏尔人的军队袭击了西班牙军队，而柏柏尔人也因此取得了出其不意的效果；又由于里夫埃米尔阿卜杜·克里姆的高超战术，其甚至几乎歼灭了西班牙军队。而西班牙军队甚至一度被里夫叛军推进到梅利利亚。西班牙的这次惨败是由于计划不当，但却将战败归咎于高级军官，引起了军队的极大不满，他们感觉他们被误解了，因为他们被指示在没有足够资源的困难的情况下向内地推进，以占领叛军领土。
尽管西班牙在一战之中保持中立，但西班牙軍方、卡洛斯派、保守派及教會比較親德國；商人、自由派、社會主義者及反君主制共和主義者比較親法國。由于第一次世界大战对经济和社会的影响，直接导致了先前自由党与保守党的交接制度走向崩溃，最终里维拉发动政变，一举结束了制度并建立独裁。

## 米格尔·普里莫·德·里维拉的独裁统治时期 (1923–1930)

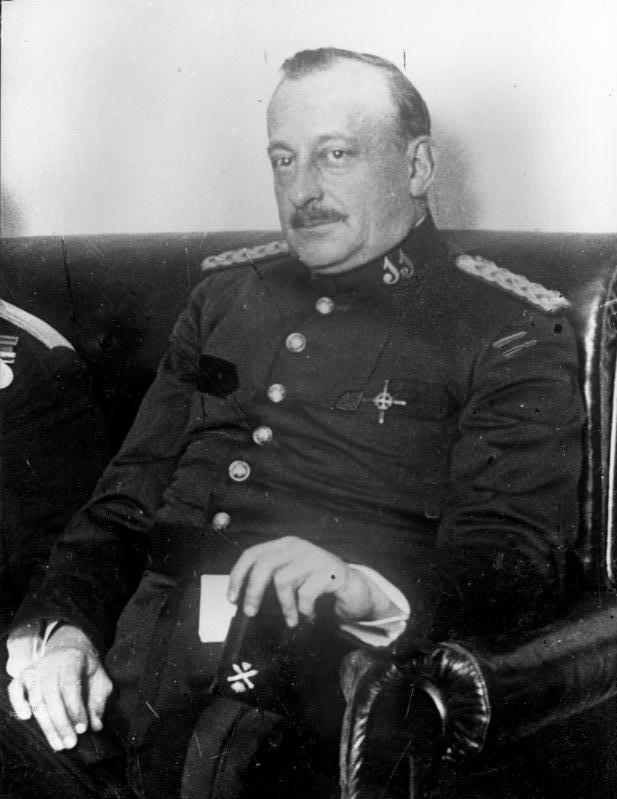
米格尔·普里莫·德·里维拉

军队对政府不满和出于对无政府主义者的恐怖主义或革命的恐惧，以及民族主义运动的兴起，最终在平民和军队中引起了巨大的骚动。因此，1923年9月13日，米格尔·普里莫·德·里维拉发表宣言，宣言将西班牙面临的种种问题归咎于议会制度，其后他策划了一场政变并建立独裁统治。而国王阿方索十三世支持这位发起政变的将军，并任命他为首相。政变成功后，普里莫·德·里维拉中止了宪法，并确立其独裁者身份并获得全权。政变成功后他创立了西班牙爱国联盟并成为唯一的合法政党，尔后废除了所有其他政党。虽说其又在政变后说服劳动者总联盟和西班牙工人社会党与他的独裁政权合作，却也成功了,而其独裁政权也容忍他们；在他的统治期间，他大大增加了政府在商业和公共工程方面的开支，虽说促进了一定程度上的经济增长，然而最后却又导致他的政府财务破产；但也有一些积极作用，如全国广修公路，也农村电气化，以及修建水利工程。
在军队、中产阶级以及国王阿方索十三世的支持下，里维拉的独裁统治只受到工会和共和党人的反对，然而他们的抗议立即被镇压和随即而来的审查所压制。军政府由九名将军和一名海军上将组成；里维拉声称其政变目的是“让西班牙恢复秩序”，然后还政于民。其政变也终结了延续已久的图尔诺制度（英语：Turno）。当时欧洲的民主制度发展也在动摇。法西斯主义因向罗马进军而在1925年在意大利第一次取得胜利掌控政权。德国的纳粹党和苏联斯大林的极权主义等的崛起动摇了欧洲的民主发展。
他的政府财务破产后其失去了军队的支持。最初支持并希望中央政府下放权力的加泰罗尼亚资产阶级见到政府继续延续其中央集权政策后幻想破灭转向反对。而在经济问题上，他的经济政策却利于寡头垄断企业，工作环境也没有丝毫改善，里维拉对工人的不停镇压也让劳动者总联盟和西班牙工人社会党与他划清界限并转向反对他。而里维拉本人也丝毫没有能力应对1929年的大萧条；加上他本人也面临严重的健康问题；以及对他的政权的反对声音如此之大，最后以至于阿方索十三世都不再支持他，迫使他于1930年1月辞职。
其辞职后他流亡巴黎；而六个星期以后，即1930年3月16日，他在巴黎死于糖尿病和流感。而他的遗体被埋葬在马德里的圣伊西德罗公墓；尽管后来被转移到赫雷斯德拉弗龙特拉的梅塞德大教堂。而在1947年，也就是在他去世17年后，弗朗西斯科·佛朗哥的西班牙政府追授他为陆军上将。

## 最后一年 (1930–1931)
1930年1月28日，里维拉辞职；阿方索十三世为了逐步恢复政变之前的制度以及恢复自己的威信，国王召集达马索·贝伦盖尔将军组建政府。最终失败。因为国王被广泛认为是为独裁政权的支持者，越来越多的政党和活动家要求建立共和国，迫于压力，贝伦盖尔辞职，国王又让胡安·包蒂斯塔·阿斯纳尔-卡瓦尼亚斯组建政府，而阿斯纳尔于1931年4月12日举行地方选举，以满足民主派和共和派的要求，最终为取代独裁政府铺垫，并逐步恢复先前制度。
1930年8月17日，几乎所有共和派政党代表聚集后签署《圣塞瓦斯蒂安公约》，这是西班牙从君主制演变到共和制的关键，并且也是各共和派，加泰罗尼亚民族主义者以及社会主义者联合起来的标志。共和派借由《圣塞瓦斯蒂安公约》全面致力于推翻君主制、建立共和国，大部分民众也反对波旁王朝维持统治。
虽然保皇党人没有失去所有的支持，但共和党与社会党在主要城市赢得了选举的重大胜利。随后就发生了街头骚乱，他们要求终结君主制。而军队又宣布他们不会保卫国王，4月14日，国王逃离西班牙。两天后西班牙第二共和国立即宣布成立，尼塞托·阿尔卡拉-萨莫拉任新共和国总统和总理。